# Propaganda pel fet
|  | Aquest article tracta sobre la doctrina anarquista. Vegeu-ne altres significats a «Propaganda pel fet!». |

La propaganda pel fet és un acte d'estratègia d'origen anarquista basat en el suposat impacte que poden tenir les accions d'uns per a ensenyar a uns altres. Se sosté en la creença que les formes exemplars d'acció directa encendran el fervor revolucionari en la classe obrera.
El famós teòric anarquista Piotr Kropotkin va escriure que «un acte pot, en pocs dies, fer més propaganda que milers de pamflets». El terme va ser popularitzat per l'anarquista francès Paul Brousse (1844-1912) en un article titulat Propaganda pel fet (Propagande par le fait, en l'original) publicat a l'agost de 1877, on analitza l'aixecament obrer de la Comuna de París i altres moviments revolucionaris com a bons exemples del que ha de ser l'acció revolucionària basada en el principi de la propaganda pel fet.
Un dels més fervents defensors d'aquesta estratègia va ser Johann Most, que lloava aquests actes a causa de la gran ressonància que tenia entre les masses. Va ser per això que se'l va denominar Dynamost, a causa del seu mètode preferit per fer apologia de la violència, la dinamita, si bé mai va estar involucrat en cap acte violent concret. La propaganda pel fet, en termes contemporanis, és una forma extrema d'acció que va més enllà de l'eix d'una activitat, per a crear un nou esdeveniment, i no sols per a influir amb la cobertura que en fan els mitjans de comunicació.
Escampar propaganda pel fet no implica automàticament o necessàriament l'ús de la violència, encara que la violència és un dels mitjans possibles per a crear un fet dramàtic i motivador i ha estat aquest el significat que comunament se li sol donar, desplaçant els altres significats i aplicacions. És aquest el motiu pel qual moltes persones han associat erròniament el concepte de l'anarquisme al de terrorisme.